# WKS 82 pp Brześć
WKS 82 pp Brześć – polski klub piłkarski z siedzibą w Brześciu. Rozwiązany w 1934 roku w związku z fuzją z innymi klubami.

## Historia
Piłkarska drużyna WKS 82 pp została założona w Brześciu w latach 20. XX wieku. Zespół złożony był z żołnierzy 82 Syberyjskiego Pułku Piechoty, którzy pełnili służbę w twierdzy brzeskiej. 
Od 1929, kiedy został utworzony Poleski OZPN, występował w rozgrywkach polskiej okręgowej ligi Polesie - Klasa A, która od sezonu 1936/27 stała nazywać się okręgową. Pierwsze trzy sezony na Polesiu zdobywał tytuł mistrzowski.
Klub trzykrotnie grał w grupach eliminacyjnych dla mistrzów okręgówek, walczących w barażach o awans do I ligi. Ale nigdy nie zakwalifikował się do najwyższej klasy. W 1931 piłkarze z Brześcia stanęli przed szansą wejścia do ligi krajowej, jednak na ich drodze stanął inny wojskowy klub WKS Siedlce, który to WKS 82 pp wyeliminował w półfinale eliminacji.
Na początku 1934 połączył się z innymi wojskowymi klubami z garnizonu Brześcia w WKS Brześć.

## Sukcesy
- mistrz Poleskiego OZPN: 1929, 1930, 1931